# Litueche
Litueche é uma comuna da província de Cardenal Caro, localizada na Região de O'Higgins, Chile. Possui uma área de 618,8 km² e uma população de 5.526 habitantes (2002).